# Edestus
L'edesto (gen. Edestus) è un enigmatico pesce cartilagineo, forse affine agli olocefali (Holocephali). I suoi resti fossili sono costituiti essenzialmente da denti, spesso disposti in strane file ricurve, rinvenuti nei depositi del Carbonifero in gran parte del mondo.

## Una bocca “a forbice”
Come per tutti i suoi parenti stretti (Eugeneodontida), i denti di questo pesce crescevano in file ricurve; l'edesto, in particolare, possedeva una sola fila di denti per ogni mascella. In questo modo, la sua bocca finiva per assomigliare a un mostruoso paio di forbici a zig-zag. Il grado di curvatura delle file di denti, così come la taglia, erano differenti da specie a specie. Si presume che ognuna di queste specie fosse carnivora, a causa dei denti acuti e seghettati. Il modo in cui l'edesto catturava e mangiava le sue prede rimane puramente ipotetico, come anche il preciso aspetto dell'animale, a causa dell'assoluta mancanza di altri resti fossili. In ogni caso, resti più completi di animali relativamente simili (ad es. Fadenia) potrebbero indicare che l'aspetto dell'edesto assomigliasse vagamente a uno squalo dal corpo idrodinamico.

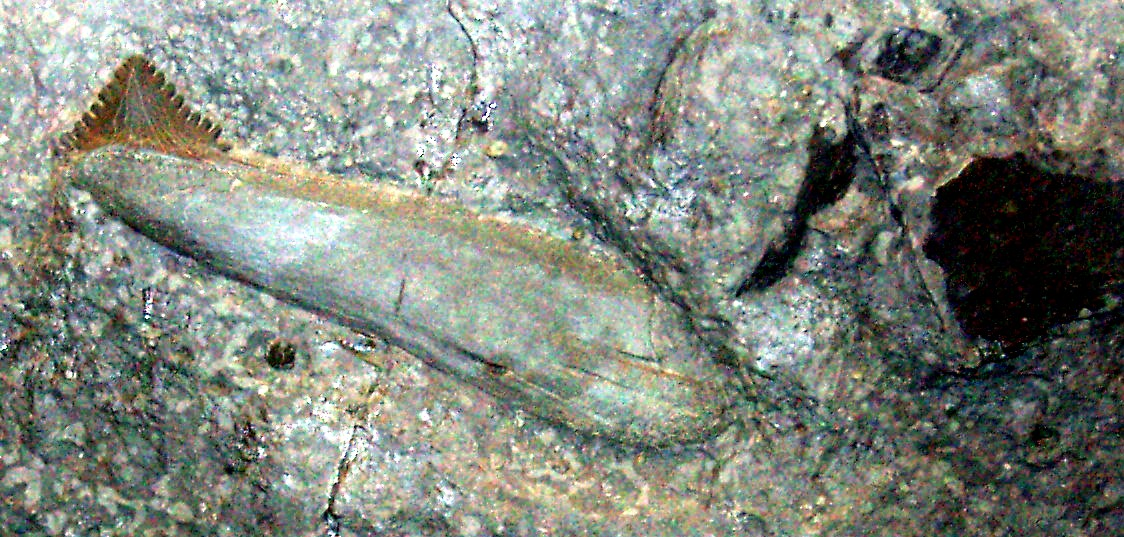
Dente fossile di Edestus heinrichi

## Il gigante dei mari del Carbonifero
La specie più grande, Edestus giganteus, è conosciuta attraverso una singola serie di denti, proveniente dal Carbonifero superiore (circa 300 milioni di anni fa) e attualmente conservata nel Museo americano di storia naturale. Studi paleontologici compiuti su questo esemplare suggeriscono che questo animale non perdeva i denti danneggiati o rotti; al contrario, nuovi denti continuavano a crescere in prossimità della parte posteriore della bocca, in modo tale da spingere i vecchi denti in avanti, fino a quando questi sporgevano ben al di fuori delle fauci. Non è chiaro quale funzione potesse assolvere una dentatura così bizzarra.
Dalla dimensione dei denti, sembra che Edestus giganteus potesse raggiungere i sette metri di lunghezza (la taglia di un odierno squalo bianco). Probabilmente, quindi, questo animale era uno dei più grandi predoni della sua epoca. In ogni caso, non è affatto chiaro come questo animale si procurasse il cibo.

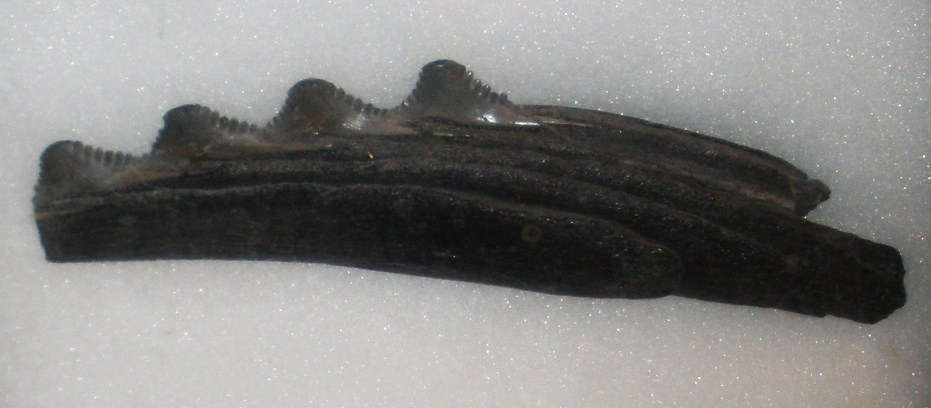
Serie dentaria di Edestus heinrichi